# 독일 국가방위군
국가방위군(독일어: Reichswehr 라이히스베어[*])은 1919년부터 1935년까지 존재한 바이마르 공화국의 군대이다. 독일 국방군의 전신이다.

## 같이 보기
- 국가방위부
- 바이마르 공화국의 준군사조직